# Jean Aurenche
Jean Aurenche (Pierrelatte, 11 september 1903 - Bandol, 29 september 1992) was een Frans scenarioschrijver.
Zijn naam is onlosmakelijk verbonden met die van schrijver Pierre Bost. Samen tekenden ze voor het scenario van heel wat films van Claude Autant-Lara, Jean Delannoy, René Clément en, veel later, Bertrand Tavernier.

## Leven en werk

### Beginjaren
Aurenche volgde onderwijs bij de jezuïeten. In de prille jaren dertig werkte Aurenche in de publiciteitssector. Voor het agentschap van Étienne Damour draaide hij reclamefilmpjes. Bij Damour maakte hij kennis met Paul Grimault, Jean Anouilh en Jacques Prévert. Alle drie kruisten ze later nog zijn pad. In 1933 draaide hij twee documentaire korte films (Pirates du Rhône en Bracos de Sologne) samen met Pierre Charbonnier, die later regelmatig als architect-decorateur en production designer werkte voor Robert Bresson.
Hij was ook bevriend met een aantal leden van de Groupe Octobre zoals (opnieuw) Jacques Prévert die grotendeels aan de basis lag van zijn filmroeping. Hij had ook contact met enkele surrealisten (zijn jongere zus, schilderes Marie-Berthe Aurenche, was sinds 1927 de tweede vrouw van Max Ernst). Voor Pierre Prévert schreef hij het scenario voor diens korte film Monsieur Cordon (1933) waarin hij ook te zien was, onder meer naast Dora Maar. Dit betekende het startschot van een rijke, vijftig jaar omspannende carrière van scenario- en dialoogschrijver. Zijn eerste twee scenario's voor langspeelfilms schreef hij samen met Jean Anouilh: de vaudeville, Vous n'avez rien à déclarer ? (1937) en de Fernandel-legerkomedie Les Dégourdis de la 11e (1937).
Datzelfde jaar had een volgende belangrijke ontmoeting had plaats: voor het historisch drama L'Affaire du courrier de Lyon (1937) werkte hij samen met dialoogschrijver Jacques Prévert en ook voor het eerst met cineast Claude Autant-Lara. In de loop der jaren werd de samenwerking met Autant-Lara nog vierentwintig keer overgedaan. In 1938 tekende hij samen met Henri Jeanson, een ander zwaargewicht in het Franse scenariomilieu, voor het scenario van Marcel Carnés drama Hôtel du Nord.

### Ontmoeting en langdurige samenwerking met Pierre Bost
In 1940 schreef Aurenche voor het eerst een scenario met de schrijver-journalist Pierre Bost: L'Héritier des Mondésir, nog een Fernandel-komedie, luidde een vijfendertig jaar durende en vruchtbare samenwerking in. Twee jaar later volgde de tragikomedie Douce, alweer van Autant-Lara. Na de oorlog begon het duo Aurenchébost op volle toeren te draaien. Eerst verzorgden ze het scenario van de verfilming van twee Franse literatuurklassiekers: La Symphonie pastorale (Jean Delannoy, 1946, naar de gelijknamige roman van André Gide) en Le Diable au corps (Autant-Lara, 1947, naar de gelijknamige roman van Raymond Radiguet). Beide films oogstten enorm veel bijval.    
Tijdens de jaren vijftig, hun meest succesrijke periode, ontwikkelden ze het scenario voor grote commerciële successen van Autant-Lara (L'Auberge rouge (1951), Le Rouge et le Noir (1954), La traversée de Paris (1956), En cas de malheur (1958) en La Jument verte (1959)), van Jean Delannoy (Dieu a besoin des hommes (1950), Chiens perdus sans collier (1955) en Notre Dame de Paris, zonder Bost maar met Jacques Prévert (1956)), van René Clément (Jeux interdits (1951) en Gervaise (1956)) en van Yves Allégret (Les Orgueilleux (1953) en de Fernandel-komedie Mam'zelle Nitouche (1954)).
Aurenche zette telkens het verhaal minutieus op poten terwijl Bost de dialogen voor zijn rekening nam.

### Aurenche-Bost onder vuur genomen door de nouvelle vague
Reeds in 1954 viel de jonge filmcriticus en toekomstig boegbeeld van de nouvelle vague François Truffaut in de Cahiers du cinéma heftig uit tegen de oubollige artistieke opvattingen van de zogenaamde cinéma de papa. In Truffauts ogen belichaamden Aurenche en Bost samen met de cineasten voor wie ze het vaakst schreven (Autant-Lara, Delannoy, Clément) die certaine tendance du cinéma français: vooral literatuurverfilmingen door gevestigde cineasten die de kwaliteit van de verfilmde roman niet tot zijn recht doen komen, die alleen maar in de filmstudio opnemen en die het cinematografisch potentieel van de filmkunst onbenut laten.
De reputatie van Aurenche en Bost raakte zo beschadigd dat in de jaren zestig enkel nog Autant-Lara, Delannoy en Clément nog een beroep deden op hen.

### Ontmoeting en samenwerking met Bertrand Tavernier
Het was Bertrand Tavernier die voor hun eerherstel zorgde: hij viste hen in 1974 weer op voor zijn langspeelfilmdebuut L'Horloger de Saint-Paul (1974), de verfilming van een roman van Georges Simenon. Vooraleer Bost op het einde van 1975 overleed had hij nog kunnen meedenken aan het scenario voor Taverniers Le Juge et l'Assassin (1976). Aurenche ging alleen verder en ontwikkelde voor en met Tavernier het scenario voor Que la fête commence (1975) en Coup de torchon (1981).
Om het eerherstel nog kracht bij te zetten verfilmde Tavernier in 1984 een roman van Bost onder de titel Un dimanche à la campagne. Tavernier bracht ook hulde aan Aurenche in zijn historisch drama Laissez-passer waarin de plaats van Aurenche (vertolkt door Denis Podalydès) in de geschiedenis van de Franse film tijdens de bezettingsjaren geschetst werd.
Aurenche schreef zijn laatste scenario's voor de literatuurverfilmingen (L'Étoile du Nord (naar een roman van Simenon) en De guerre lasse (naar een roman van Françoise Sagan).
In 1992 overleed Aurenche op 89-jarige leeftijd.

## Filmografie
- 1933: Monsieur Cordon (Pierre Prévert) (korte film)
- 1937: Vous n'avez rien à déclarer ? (Léo Joannon)
- 1937: Les Dégourdis de la 11e (Christian-Jaque)
- 1937: L'Affaire du courrier de Lyon (Maurice Lehmann en Claude Autant-Lara)
- 1938: L'Affaire Lafarge (Pierre Chenal)
- 1938: Le Ruisseau (Maurice Lehmann en Claude Autant-Lara)
- 1938: Hôtel du Nord (Marcel Carné)
- 1938: Barnabé (Alexandre Esway)
- 1939: La Tradition de minuit (Roger Richebé)
- 1940: Cavalcade d'amour (Raymond Bernard)
- 1940: L'Émigrante (Léo Joannon)
- 1940: L'Héritier des Mondésir (Albert Valentin)
- 1941: Madame Sans-Gêne (Roger Richebé)
- 1942: Le Moussaillon (Jean Gourguet)
- 1942: Romance à trois (Roger Richebé)
- 1942: Le Mariage de Chiffon (Claude Autant-Lara)
- 1942: Défense d'aimer (Richard Pottier)
- 1942: Huit Hommes dans un château (Richard Pottier)
- 1942: Lettres d'amour (Claude Autant-Lara)
- 1943: L'Épouvantail (Paul Grimault) (korte animatiefilm)
- 1943: Domino (Roger Richebé)
- 1943: Douce (Claude Autant-Lara)
- 1943: Adrien (Fernandel)
- 1944: Le Voleur de paratonnerres (Paul Grimault) (korte film)
- 1944: Le Voyageur sans bagage (Jean Anouilh)
- 1944: Les Petites du quai aux fleurs (Marc Allégret)
- 1946: Sylvie et le Fantôme (Claude Autant-Lara)
- 1946: Les J3 (Roger Richebé)
- 1946: La Symphonie pastorale (Jean Delannoy)
- 1947: Le Diable au corps (Claude Autant-Lara)
- 1947: Les Amants du pont Saint-Jean (Henri Decoin)
- 1948: La Septième Porte (André Zwobada)
- 1949: Au-delà des grilles (Le Mura di Malapaga) (René Clément)
- 1949: Occupe-toi d'Amélie (Claude Autant-Lara)
- 1950: Dieu a besoin des hommes (Jean Delannoy)
- 1951: Gibier de potence (Roger Richebé)
- 1951: L'Auberge rouge (Claude Autant-Lara)
- 1952: Les 7 péchés capitaux (sketchenfilm, episodes La Luxure van Yves Allégret en L'Orgueil van Claude Autant-Lara)
- 1952: Jeux interdits (René Clément)
- 1953: Les Orgueilleux (Yves Allégret)
- 1954: Le Blé en herbe (Claude Autant-Lara)
- 1954: Destinées (sketchenfilm, episode Jeanne van Jean Delannoy)
- 1954: Mam'zelle Nitouche (Yves Allégret)
- 1954: Le Rouge et le Noir (Claude Autant-Lara)
- 1955: Chiens perdus sans collier (Jean Delannoy)
- 1956: Gervaise (René Clément)
- 1956: La traversée de Paris (Claude Autant-Lara)
- 1956: Notre Dame de Paris (Jean Delannoy)
- 1958: En cas de malheur (Claude Autant-Lara)
- 1958: Le Joueur (Claude Autant-Lara)
- 1959: La Femme et le Pantin (Julien Duvivier)
- 1959: Le Chemin des écoliers (Michel Boisrond)
- 1959: La Jument verte (Claude Autant-Lara)
- 1960: Les Régates de San Francisco (Claude Autant-Lara)
- 1960: L'Affaire d'une nuit (Henri Verneuil)
- 1961: Tu ne tueras point (Claude Autant-Lara)
- 1961: Vive Henri IV, vive l'amour (Claude Autant-Lara)
- 1961: Le Rendez-vous (Jean Delannoy)
- 1962: Le crime ne paie pas (Gérard Oury) (sketchenfilm, episode Le Masque)
- 1963: Le Meurtrier (Claude Autant-Lara)
- 1963: Vénus impériale (Jean Delannoy)
- 1963: Le Magot de Josefa (Claude Autant-Lara)
- 1964: Les Amitiés particulières (Jean Delannoy)
- 1965: Humour noir (sketchenfilm, episode La Bestiole van Claude Autant-Lara)
- 1965: Le Journal d'une femme en blanc (Claude Autant-Lara)
- 1966: Nouveau journal d'une femme en blanc (Claude Autant-Lara)
- 1966: Paris brûle-t-il? (René Clément)
- 1967: Le Plus Vieux Métier du monde (sketchenfilm, episode Aujourd'hui van Claude Autant-Lara)
- 1968: Le Franciscain de Bourges (Claude Autant-Lara)
- 1969: Les Patates (Claude Autant-Lara)
- 1974: L'Horloger de Saint-Paul (Bertrand Tavernier)
- 1975: Que la fête commence (Bertrand Tavernier)
- 1976: Le Juge et l'Assassin (Bertrand Tavernier)
- 1981: La Dame aux camélias (La storia vera della signora delle camelie) (Mauro Bolognini)
- 1981: Coup de torchon (Bertrand Tavernier)
- 1982: L'Étoile du Nord (Pierre Granier-Deferre)
- 1987: Fucking Fernand (Gérard Mordillat)
- 1987: De guerre lasse (Robert Enrico)
- 1989: La Passion de Bernadette (Jean Delannoy)

## Prijzen en nominaties

### Prijzen:Césarvoor beste origineel of bewerkt script
- 1976: Que la fête commence
- 1977: Le Juge et l'Assassin
- 1983: L'Étoile du Nord

### Nominatie:Césarvoor beste origineel of bewerkt script
- 1982: Coup de torchon

## Documentaires
- 1989: Jean Aurenche, profession scénariste (Michel Fessler / FR3 Lyon)
- 2009: Jean Aurenche, écrivain de cinéma (Alexandre Hilaire en Yacine Badday / Ciné Cinéma & RTV)